# Aristide Corre
Pour les articles homonymes, voir Corre (homonymie).
Aristide Alphonse Corre, né le 19 décembre 1895 à Brest et mort fusillé le 31 mars 1942 à Suresnes, est un militant nationaliste français, cofondateur avec Eugène Deloncle de la Cagoule.

## Biographie
Titulaire d'une licence de littérature ancienne et d'une autre d'histoire, Aristide Corre subsiste dans le commerce du papier à Paris où il rencontre Jean Filiol qui sera durant la seconde guerre mondiale chef de la Milice pour le renseignement à Limoges ou leur leur tâche est lourde car la région du Limousin est en grande partie contrôlé par les FTP de Georges Guingouin.
Membre fondateur de la Cagoule sous le pseudonyme de Dagore et archiviste de ce mouvement, Corre est également l'un des responsables de son démantèlement, en laissant saisir involontairement par la police les listes d’adhérents, conduisant à l’arrestation ou à l’exil de ses dirigeants. 
Malgré sa participation à des actions clandestines, Aristide Corre tient un journal intime qui fourmille de détails sur les affidés de la Cagoule, son organigramme et les trafics d'armes qu'il supervise, mais aussi sur ses propres amours (contrariées par sa mère qui le suivra en exil en Espagne franquiste) et ses rêveries érotiques. 
L'écrivain et journaliste Christian Bernadac  se verra remettre une partie de ce document par un ecclésiastique, congréganiste du Sacré Cœur, ex-membre de la cagoule, puis résistant et déporté à Dachau, le Révérend Joseph Fily, et en publiera les années les plus significatives (1936-1940) aux Éditions France-Empire.
Corre avait supervisé l'assassinat de Carlo Rosselli et de son frère Nello à Bagnoles-de-l'Orne, le 9 juin 1937. Il était également impliqué dans l'attentat de la rue de Presbourg.
En fuite en Espagne (initialement à Saint-Sébastien, villa Brisas de mar), il rejoint ensuite La Corogne, où il espionne les mouvements de bateaux allemands pour le compte des services de renseignement français. Il regagne ensuite la France, rejoint la Résistance, et est fusillé sous le nom de Claude Meunier comme otage le 31 mars 1942 à la prison du Cherche-Midi.